# Thor Bjørklund
Thor Bjørklund, född 30 oktober 1889, död 8 december 1975, var en norsk möbelsnickare och osthyvelns uppfinnare.
Snickaren som blev irriterad över att inte kunde få de tunna skivor han önskade med kniv, började 1925 i Lillehammer experimentera med sin snickarhyvel i hopp om att kunna skapa något liknande i ett format som passade i köket, vilket lyckades. Han gjorde till en början osthyvlar till sin bekantskapskrets och fick den 27 februari 1925 patent på redskapet, som idag nog finns i de flesta hushåll i norra Europa.